# THE RESCUE 奇跡を起こした者たち
『THE RESCUE 奇跡を起こした者たち』（The Rescue）は、エリザベス・チャイ・ヴァサルヘリィとジミー・チン監督・製作による2021年の ドキュメンタリー映画である。2018年に水没した洞窟に閉じ込められた少年サッカーチームの救出作戦を追う内容である。
ワールド・プレミアは2021年9月2日に第48回テルライド映画祭で行われた。

## 製作
2019年3月、ケヴィン・マクドナルドがタムルアン洞窟の救出劇を軸にしたドキュメンタリー映画を製作し、ナショナル ジオグラフィック・ドキュメンタリー・フィルムズが製作することが発表された。2021年2月、マクドナルドに代わってエリザベス・チャイ・ヴァサルヘリィとジミー・チンが監督を務めることが発表された。マクドナルドは製作総指揮としてプロジェクトに残留することとなった。
ナショナル ジオグラフィックがダイバーの逸話の権利を確保できた一方でサッカーチームの体験談の権利はNetflixが手にしていたため、映画製作者達は彼らの物語を使うこが出来なかった。

## 公開
2021年9月2日に第48回テルライド映画祭でワールド・プレミアが行われた。また2021年9月12日に第46回トロント国際映画祭でも上映され、ドキュメンタリー部門観客賞を獲得した。
アメリカ合衆国ではグリニッチ・エンターテイメントが配給した。

## 評価

### 興行収入
アメリカ合衆国では5館で封切られ、初週末に6万9669ドルを売り上げた。

### 批評家の反応
レビュー収集サイトのRotten Tomatoesでは89件の批評で支持率は96%、平均点は8.5/10となった。Metacriticでは18件の批評に基づいて加重平均値は86/100となった。

### 受賞とノミネート
| 映画祭・賞                                         | 発表日         | 部門                          | 候補                                                                                      | 結果       | 参照   |
| -------------------------------------------------- | -------------- | ----------------------------- | ----------------------------------------------------------------------------------------- | ---------- | ------ |
| トロント国際映画祭                                 | 2021年9月18日  | ドキュメンタリー部門観客賞    | 『THE RESCUE 奇跡を起こした者たち』                                                       | 受賞       | [ 14 ] |
| ミドルバーグ映画祭                                 | 2021年10月21日 | ドキュメンタリー賞            | 『THE RESCUE 奇跡を起こした者たち』                                                       | 受賞       | [ 15 ] |
| クリティクス・チョイス・ドキュメンタリー・アワード | 2021年11月14日 | ドキュメンタリー作品賞        | 『THE RESCUE 奇跡を起こした者たち』                                                       | ノミネート | [ 16 ] |
| クリティクス・チョイス・ドキュメンタリー・アワード | 2021年11月14日 | 監督賞                        | エリザベス・チャイ・ヴァサルヘリィ、ジミー・チン                                          | 受賞       | [ 16 ] |
| クリティクス・チョイス・ドキュメンタリー・アワード | 2021年11月14日 | 音楽賞                        | ダニエル・ペンバートン                                                                    | 受賞       | [ 16 ] |
| クリティクス・チョイス・ドキュメンタリー・アワード | 2021年11月14日 | 撮影賞                        | デヴィッド・カッツネルソン、イアン・シーブルック、ピチャ・スリーサンサーニー              | 受賞       | [ 16 ] |
| クリティクス・チョイス・ドキュメンタリー・アワード | 2021年11月14日 | 編集賞                        | ボブ・アイゼンハルト                                                                      | ノミネート | [ 16 ] |
| ハリウッド・ミュージック・イン・メディア賞         | 2021年11月17日 | 作曲賞 (ドキュメンタリー部門) | ダニエル・ペンバートン                                                                    | ノミネート | [ 17 ] |
| ナショナル・ボード・オブ・レビュー賞               | 2021年12月3日  | トップ・ドキュメンタリー      | 『THE RESCUE 奇跡を起こした者たち』                                                       | 受賞       | [ 18 ] |
| ワシントンD.C.映画批評家協会賞                     | 2021年12月6日  | ドキュメンタリー賞            | 『THE RESCUE 奇跡を起こした者たち』                                                       | ノミネート | [ 19 ] |
| ラスベガス映画批評家協会賞                         | 2021年12月13日 | ドキュメンタリー賞            | 『THE RESCUE 奇跡を起こした者たち』                                                       | ノミネート | [ 20 ] |
| ダラス・フォートワース映画批評家協会賞             | 2021年12月20日 | ドキュメンタリー映画賞        | 『THE RESCUE 奇跡を起こした者たち』                                                       | 次点       | [ 21 ] |
| シネマ・アイ・オナーズ                             | 2022年1月13日  | ノンフィクション作品賞        | E・チャイ・ヴァサルヘリィ、ジミー・チン、P・J・ファン・サンドヴァイク、ジョン・バトセック | 未決定     | [ 22 ] |
| シネマ・アイ・オナーズ                             | 2022年1月13日  | 作品賞                        | E・チャイ・ヴァサルヘリィ、ジミー・チン、P・J・ファン・サンドヴァイク、ジョン・バトセック | 未決定     | [ 22 ] |
| シネマ・アイ・オナーズ                             | 2022年1月13日  | 編集賞                        | ボブ・アイゼンハルト                                                                      | 未決定     | [ 22 ] |
| シネマ・アイ・オナーズ                             | 2022年1月13日  | 撮影賞                        | デヴィッド・カッツネルソン、イアン・シーブルック、ピチャ・スリーサンサーニー              | 未決定     | [ 22 ] |
| シネマ・アイ・オナーズ                             | 2022年1月13日  | 観客賞                        | E・チャイ・ヴァサルヘリィ、ジミー・チン                                                   | 未決定     | [ 22 ] |
| シネマ・アイ・オナーズ                             | 2022年1月13日  | アンフォアゲッタブル賞        | リック・スタントン                                                                        | 受賞       | [ 22 ] |
| 全米製作者組合賞                                   | 2022年2月26日  | ドキュメンタリー映画賞        | 『THE RESCUE 奇跡を起こした者たち』                                                       | 未決定     | [ 23 ] |

## 関連作品
- タムルアン洞窟の遭難事故の救出活動を描いた映画
  - THE CAVE サッカー少年救出までの18日間
  - 13人の命